# Power Spikes
Power Spikes, distribuito in Giappone con il titolo Super Volley '91 (スーパーバレー91?), è un videogioco sportivo di pallavolo sviluppato e pubblicato nel 1991 dalla Video System.
Esisteva anche un bootleg della italiana Playmark con il nome 1991 Spikes e tradotto in italiano.
È il seguito del celebre Super Volleyball, videogioco arcade di successo pubblicato nel 1989 e caratterizzato da una simulazione della pallavolo con vista laterale e scorrimento orizzontale.

## Modalità di gioco
Power Spikes conserva tutte le caratteristiche di Super Volleyball e apporta delle  migliorie.
A dispetto del predecessore in Power Spikes si utilizza un solo pulsante, compreso il fondamentale del muro che in precedenza si richiamava con un secondo pulsante.
Grafica e fluidità degli sprite sono stati migliorati notevolmente e sono stati eliminati alcuni limiti di giocabilità: è infatti stata aggiunta la possibilità di rincorrere una palla lunga oltre la linea di fine campo.
È stato aggiunto un nuovo servizio speciale nel quale la palla sparisce per poi riapparire.
Il giocatore in tutte le gare ad eccezione della finale è aiutato da un cursore a forma di freccia blu che indica in che zona lo schiacciatore avversario sta attaccando.
Le versioni del gioco arcade sono sostanzialmente due (il gruppo delle versioni asiatiche per Giappone, Corea del Sud e Cina e la versione per l'occidente) e si differenziano tra loro per la modalità di scelta della squadra: infatti nelle versioni asiatiche del gioco l'utente può immedesimarsi solamente nella nazionale del paese per il quale il porting è stato realizzato, ma con una scelta tra squadra maschile e squadra femminile; nella versione occidentale si prende parte al campionato maschile ma con una scelta di ben nove squadre nazionali, scelte probabilmente per l'impatto dei videogiochi giapponesi in quei paesi, in quanto è possibile selezionare nazionali di paesi che non vantano una grande tradizione nella pallavolo o addirittura nazionali al tempo inesistenti, come quella britannica; nelle versioni orientali se si gioca con la modalità a due giocatori si può scegliere fra tre differenti nazionali, per le quali sono presenti nomi, volti e caratteristiche di ogni singolo giocatore: si può notare come i volti siano ispirati a giocatori reali del tempo, e nella nazionale italiana si possono riconoscere giocatori come Andrea Lucchetta e Luca Cantagalli; nella versione per il mercato occidentale tutte le squadre selezionabili hanno caratteristiche e volti dei giocatori, ma proprio i volti sono copie di quelli presenti in Super Volley '91 nelle tre squadre selezionabili, ritoccati nei colori.
Un'ulteriore differenza tra le versioni sono gli avversari che si affrontano nella modalità a singolo giocatore.
Tra un incontro e l'altro vengono visualizzate delle indicazioni che aiutano il giocatore ad apprendere alcune tecniche del gioco.
Il punteggio di partenza delle gare è ora modificabile dal menu del DIP switch, anche se di default gli incontri iniziano, in ordine, sul 12-12, 11-12, 10-12, 9-12 e 8-12.
Sono presenti differenti livelli di difficoltà del gioco.

### Versioni asiatiche

#### Squadre selezionabili (singolo giocatore)
- Giappone maschile (versione giapponese)
- Giappone femminile (versione giapponese)
- Corea del Sud maschile (versione sudcoreana)
- Corea del Sud femminile (versione sudcoreana)
- Cina maschile (versione cinese)
- Cina femminile (versione cinese)

#### Altre squadre selezionabili (doppio)
- Stati Uniti d'America maschile
- Italia maschile
- Cina femminile (versione giapponese e sudcoreana)
- Giappone femminile (versione cinese)
- Unione Sovietica femminile

#### Partite (Maschi)
- Francia
- Stati Uniti d'America
- Cuba
- Italia
- Unione Sovietica

#### Partite (Femminile)
- Germania
- Perù
- Cina (versione giapponese e sudcoreana)
- Giappone (versione cinese)
- Cuba
- Unione Sovietica

### Versione occidentale

#### Squadre selezionabili
- Italia
- Francia
- Germania
- Regno Unito
- Spagna
- Svezia
- Norvegia
- Danimarca
- Brasile

#### Partite
- Cina
- Giappone
- Stati Uniti d'America
- Cuba
- Unione Sovietica

## Serie
- Super Volleyball (1989)
- Power Spikes (1991)
- Power Spikes II (1994)

## Curiosità
- Sullo sfondo sono presenti dei cartelloni pubblicitari che recano i nomi storpiati di aziende realmente esistenti come Hitachi, Molten, NEC e Meiji Seika.
- Le fotografie digitalizzate della premiazione della squadra alla fine del gioco ritraggono la nazionale giapponese maschile e quella femminile.